# Raoul Noguès
Raoul Noguès, né le 26 février 1952 à Florida, en Argentine, est un footballeur argentin, professionnel de 1968 à 1989. Il était attaquant.

## Carrière
- 1968-1972 : Chacarita Juniors  Argentine
- 1973-1974 : Lille OSC  France
- 1974-1977 : Olympique de Marseille  France
- 1977-1980 : AS Monaco  France
- 1980-1981 : OGC Nice  France
- 1981-1982 : AS Saint-Étienne  France
- 1982-1983 : Racing Club de Paris  France
- 1983-1987 : FC La Chaux-de-Fonds  Suisse
- 1987-1988 : Étoile Carouge FC  Suisse
- 1988-1989 : FC Collex-Bossy  Suisse[1]

## Palmarès
- Champion de France en 1978 avec l'AS Monaco
- Vice-Champion de France en 1975 avec l'Olympique de Marseille
- Vice-Champion de France en 1982 avec l'AS Saint-Étienne
- Champion de France de D2 en 1974 avec le Lille OSC
- Vainqueur de la Coupe de France en 1976 avec l'Olympique de Marseille
- Vainqueur de la Coupe de France en 1980 avec l'AS Monaco
- Finaliste de la Coupe de France en 1982 avec l'AS Saint-Étienne

## Source
- Marc Barreaud, Dictionnaire des footballeurs étrangers du championnat professionnel français (1932-1997), L'Harmattan, 1997.